# Carme Miquel i Diego
Carme Miquel i Diego (la Nucia, 1945 - València, 18 de juny de 2019), coneguda amb el nom de ploma de Carme Miquel, va ser una mestra i escriptora valenciana.
Destacà principalment en dos àmbits: el de l'ensenyament i el de l'escriptura. Pel que fa al camp de l'ensenyament, fou una de les defensores més destacades de l'ensenyament en valencià, vinculada amb el moviment de renovació pedagògica i impulsora d'entitats cíviques com la Federació Escola Valenciana, la qual va presidir de 1990 fins a 1994. En l'àmbit literari, va publicar més d'una trentena de novel·les i llibres de narrativa infantil i juvenil. També fou membre de l'Acadèmia Valenciana de la Llengua des de 2006 fins a la seua mort.

## Biografia
Carme Miquel va nàixer a la Nucia (Marina Baixa) el 1945. En la seua joventut va ser membre de diversos moviments de renovació pedagògica i el 1964 va ser cofundadora de la Secció de Pedagogia de Lo Rat Penat. El 23 de març de 1969 els mestres de la Secció van organitzar la I Festa de la Primavera, una trobada de xiquets i xiquetes que practicaven les tècniques del text lliure i la correspondència escolar, i on es presentaven treballs i exposicions i es realitzaven jocs.
Quan era menuda estiuejava a Gata de Gorgos, del qual va traure diversos llibres.
Als anys 70 va ser professora de la Didàctica dels Cursos de Lingüística Valenciana sota la direcció de Manuel Sanchis Guarner (1974-1977) i va coorganitzar les primeres Escoles d'Estiu del País Valencià (1975-1979). Així mateix, també fou membre de l'equip tècnic del Pla Experimental d'Ensenyament del Valencià en el primer Consell Preautonòmic (1978-1980), i continuaria dins el govern valencià entre 1983 i 1986 com a cap de la Secció de Programacions i Estudis de la Conselleria d'Educació de la Generalitat Valenciana.
El 1985 va ser impulsora i cofundadora de la Coordinadora d'Alumnes, Pares i Professors per l'Ensenyament Públic en Valencià (CAPPEPV) i el 1990 va impulsar la creació de la Federació Escola Valenciana, i va presidir ambdues entitats entre 1989 i 1993. Des d'Escola Valenciana va impulsar les Trobades d'Escoles en Valencià i els cinc congressos que l'entitat ha organitzat, exercint de coordinadora en dos d'ells.
Va publicar diversos llibres de narrativa infantil i juvenil i la novel·la Aigua en cistella, guanyadora del Premi de Novel·la Ciutat d'Alzira 1998, que atorga l'editorial Bromera. Publicà també regularment en la premsa periòdica, com per exemple en el diari Levante-EMV, en què tingué una columna d'opinió setmanal. El 1995, va rebre el Premi d'Honor Jaume I per les seues actuacions en el camp cívic i cultural i va ser nomenada Miquelet d'Honor per la Societat Coral el Micalet de València. El 2005, va ser nomenada Porrot d'Honor de les Lletres Valencianes de Silla. El 2019 va rebre el Premi Fundació Bromera al Foment de la Lectura en la modalitat individual.

## Obres
- Un estiu a la Marina Alta, València: Falla Sant Josep de la Muntanya 1970 (narrativa breu per a infants)
- Marieta o les bromes d'un rei, Barcelona: La Galera, 1972 (adaptació d'un conte popular valencià)
- La rabosa, Barcelona: La Galera, 1973 (adaptació d'un conte popular valencià)
- Escola i llengua al País Valencià, València: 3 i 4, 1976 (assaig, escrit en col·laboració amb Maria Conca, Robert Lafont i d'altres)
- Estimem la nostra llengua, València: Institució Alfons el Magnànim, 1981 (assaig per a infants i joves)
- Milotxa. Llibre per a l'ensenyament de la llengua. 2n nivell, València: Diputació de València, 1981 (llibre de text, escrit en col·laboració amb Empar Arenas, Fina Mesquida i d'altres)
- Vola, Topi! Llibre per a l'ensenyament de la llengua. 1r nivell, València: Gregal, 1983 (llibre de text, escrit en col·laboració amb Empar Arenas, Fina Mesquida i d'altres)
- Barrets barata rialles, València: Gregal, 1984 (rondalles per a infants)
- Xarq al-Àndalus. Guia didàctica, València: Generalitat Valenciana, 1987 (assaig)
- Uns papers en una capsa, Alzira: Bromera, 1994 (novel·la per a joves)
- La rabosa viatgera, València: Generalitat Valenciana, 1995 (narrativa breu per a infants)
- A cau d'orella. Cartes a Roser, València: Tàndem, 1997 (narrativa breu per a joves). Premi Samaruc de l'Associació de Bibliotecaris Valencians, 1998
- Aigua en cistella, Bromera, València, 1998 (novel·la). Premi Ciutat d'Alzira 1998[2]
- Murmuris i crits. Cartes a Mireia, Tàndem, València, 2003 (prosa de no-ficció)
- La mel i la fel, Tàndem, València, 2005 (novel·la)
- Els contes de Marc, Edicions 96.

## Vincles
- Pàgina web de l'autora.